# Ivan Gakhov
Iván Andréievich Gájov (transliterado al inglés como Ivan Gakhov; en ruso: Ивáн Андрéевич Гáхов; Moscú, 4 de noviembre de 1996) es un tenista profesional ruso.

## Trayectoria
Hizo su debut en un Masters 1000 durante la edición de Montecarlo en 2023 después de ingresar a la competencia de clasificación como cuarto suplente, derrotando al segundo favorito Adrian Mannarino y al duodécimo favorito Luca Van Assche.En la primera ronda del cuadro principal, derrotó a Mackenzie McDonald para registrar su primera victoria en un partido ATP, habiendo jugado solo un partido ATP. Como resultado, ascendió más de 35 puestos en la clasificación hasta llegar al top 165.En la siguiente instancia, cayó ante Novak Djokovic.

## Títulos ATP Challenger (3; 2+1)

### Individuales (2)
| N.° | Fecha              | Torneo                  | Superficie    | Oponente en la final     | Resultado           |
| --- | ------------------ | ----------------------- | ------------- | ------------------------ | ------------------- |
| 1.  | 2 de abril de 2023 | Challenger de Girona    | Tierra batida | Gastão Elias             | 5-7, 6-4, 0-0, ret. |
| 2.  | 4 de junio de 2023 | Challenger de Troisdorf | Tierra batida | Frederico Ferreira Silva | 6-2, 5-7, 6-3       |

### Dobles (1)
| N.º | Fecha               | Torneo                | Superficie | Compañero                    | Oponentes en la final                | Resultado |
| --- | ------------------- | --------------------- | ---------- | ---------------------------- | ------------------------------------ | --------- |
| 1.  | 24 de junio de 2018 | Challenger de Fergana | Dura       | Aleksandr Pavliuchénkov (en) | Saketh Myneni Vijay Sundar Prashanth | 6-4, 6-4  |